# Léna Timera
 (août 2025).
Léna Timera, née le 28 août 1994 en France, est une joueuse sénégalaise de basket-ball. Elle évolue au poste d'ailière.

## Biographie
Léna Timera est une joueuse française de basket-ball d'origine sénégalaise née le 28 août 1994 à Roissy-en-Brie en France. Elle a joué dans le club de BC La Tronche-Meylan de 2018 à 2021, puis avec Monaco BA de 2021 à 2022 avant de rejoindre le Cavigal Nice Basket 06 en 2022.
D'origine sénégalaise, Léna Timera décide d'opter pour l'équipe nationale du Sénégal en 2025. Malgré quelques problèmes d'éligibilité, elle obtient la nationalité sénégalaise et est sélectionnée pour disputer l'Afrobasket 2025 qui se déroule en Côte d'Ivoire.

## Palmarès
- Vainqueur du Trophée de Coupe de France en 2018 avec BC La Tronche-Meylan.
- Vainqueur du Trophée de Coupe de France en 2022 avec Monaco BA.
- Vainqueur de la Nationale féminine 1 en 2023 avec Cavigal Nice Basket 06
- Vainqueur du Trophée de Coupe de France en 2023 avec Cavigal Nice Basket 06.